# Lulworthia lindroidea
Lulworthia lindroidea är en svampart som beskrevs av Kohlm. 1980. Lulworthia lindroidea ingår i släktet Lulworthia och familjen Lulworthiaceae.   Inga underarter finns listade i Catalogue of Life.